# Michael Karas
Michael Karas (ur. 1952) – niemiecki chemik, profesor  Instytutu Fizyki i Chemii Teoretycznej Uniwersytetu we Frankfurcie, znany głównie ze swoich badań nad matrycą jonizacyjną (MALDI) oraz technikami spektrometrii masowej. 
Michael Karas studiował chemię na Uniwersytecie w Bonn, gdzie uzyskał w 1982 stopień doktora w dziedzinie chemii fizycznej. Od 1983 r., członek zespołu Franza Hillenkampa na Uniwersytecie Johanna Wolfganga Goethego we Frankfurcie nad Menem. Uznawany jest za pioniera badań z zakresu spektrometrii masowej. W 1992 obronił habilitację z chemii fizycznej, od 1995 profesor zwyczajny w dziedzinie instrumentalnej chemii analitycznej. 
Jest laureatem Karl Heinz Award Beckurts z 2003 r.